# Playa de Rincón de la Victoria

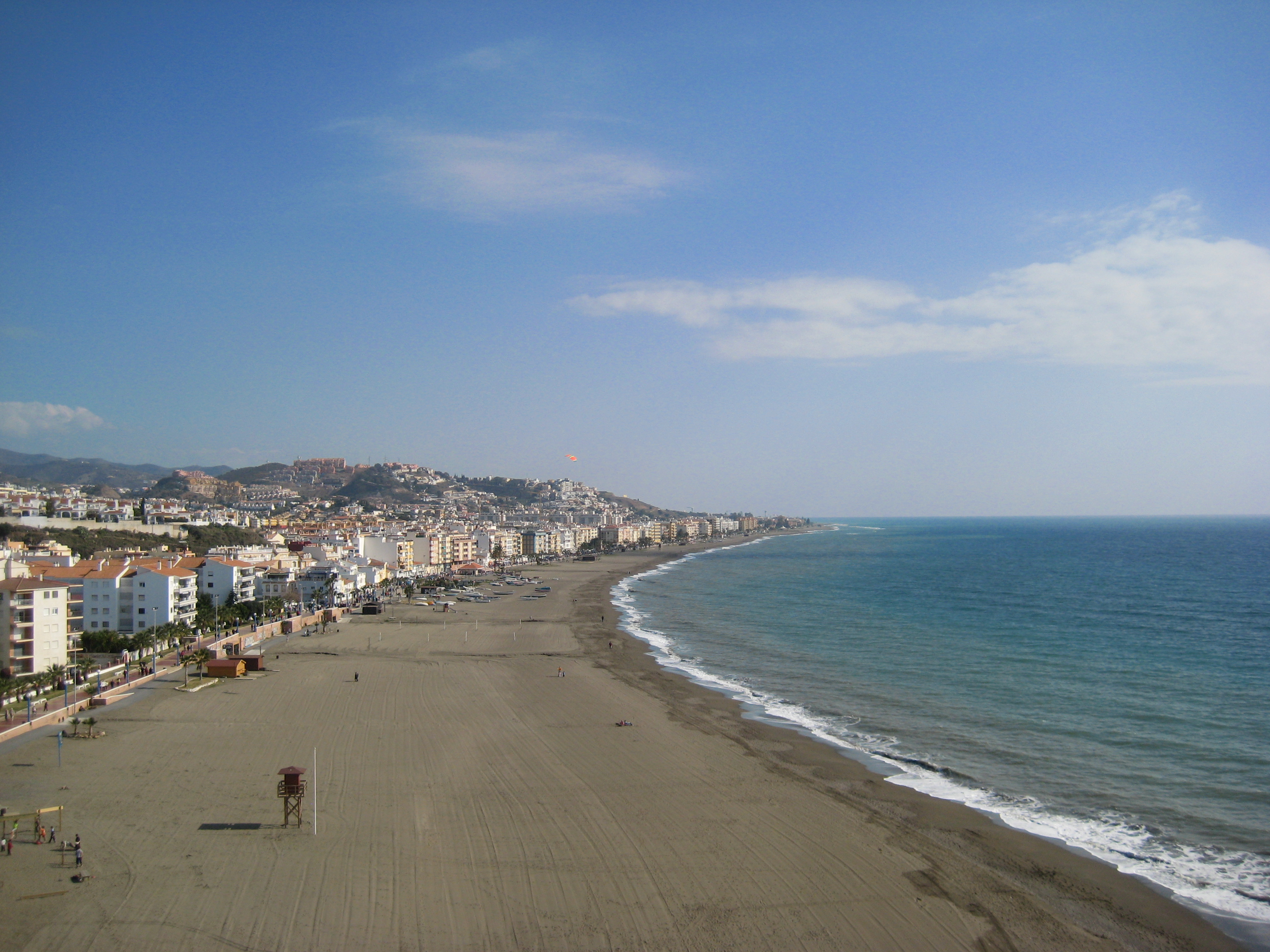
Playa de Rincón de la Victoria.

La playa de Rincón de la Victoria es una playa del municipio de Rincón de la Victoria, en la Costa del Sol de la provincia de Málaga, Andalucía, España. Se trata de una extensa playa urbana de arena oscura, situada en el núcleo central del municipio. Tiene unos 3.600 metros de longitud y unos 30 metros de anchura media. Es una playa con un alto grado de ocupación y es accesible desde el paseo martítimo. Cuenta con los servicios propios de las playas urbanas.
En esta playa tiene su base el Club de Bogadores Rincón de la Victoria, equipo participante en la liga de jábegas.